# Langstaarthavik
De langstaarthavik (Urotriorchis macrourus) is een roofvogel uit de familie havikachtigen (Accipitridae) en het monotypische geslacht Urotriorchis.

## Kenmerken
De langstaarthavik is een slanke roofvogel die 56 tot 65 cm lang is, met een spanwijdte van 81 to 90 cm. Geen enkele andere havikachtige roofvogel heeft een dergelijk lange staart (30-37 cm) ten opzichte van het lichaam. De bovendelen zijn grijs, de borst en buik zijn kastanjebruin en de punten van de staartpennen zijn wit. Verder heeft de vogel een witte stuit.

## Verspreiding en leefgebied
De langstaarthavik komt voor in de regenwouden van Liberia tot in de Centraal-Afrikaanse Republiek en zuidelijk tot in Gabon. Het is een uitgesproken bosvogel die zich schuil houdt in dichte ondergroei, maar ook hoog in de kronen van de bomen. Het is een niet zo algemene vogel waarover weinig bekend is.

## Status
De grootte van de populatie is niet gekwantificeerd, maar de indruk bestaat dat de vogel door ontbossingen in aantal afneemt. Echter, de langstaarthavik heeft een groot verspreidingsgebied en daardoor is de kans op de status kwetsbaar (voor uitsterven) klein. Om deze redenen staat de langstaarthavik als niet bedreigd op de Rode Lijst van de IUCN.